# Серж Сонерон
Серж Сонерон (Serge Sauneron; нар. 3 січня 1927, Париж — пом. 3 червня 1976, Каїр) — французький єгиптолог. Він був, зокрема, директором Французького інституту східної археології з 1969 по 1976 рік.

## Біографія
Серж Сонерон народився 3 січня 1927 року в Парижі. Разом із Жаном Йойоттом навчався в Ліцеї Генріха IV. Агреже з граматики 1950 року (отримав сьоме місце). Потім вивчав архітектуру у Практичній школі вищих досліджень, де був учнем Жоржа Позенера.
Серж Сонерон був спеціалістом з єгипетської мови та граматики. Приїхавши до Єгипту, він з самого початку своєї кар'єри працював під керівництвом П'єра Монте. У жовтні 1969 року він став директором Французького інституту східної археології в Каїрі, який очолював до своєї смерті в червні 1976 року.
Разом з Жаном Йойоттом Сонерон спочатку досліджував в Єгипті культ ханаанського божества Хорона, про який свідчать знахідки в східній частині дельти Нілу. Цей бог, що походить з Угариту, був краще задокументований у Стародавньому Єгипті, ніж у регіоні, звідки походять угаритські тексти. Відправною точкою для досліджень стала чудово збережена статуя, яку П'єр Монте виявив у Танісі в 1934 році. Вона зображує фараона Рамсеса II в дитинстві разом із ханаанським богом Хороном.
Однак, безперечно, найвизначніше досягнення Сонерона пов'язане з Есною, де він присвятив себе дослідженню та запису тамтешніх написів, знайдених у Пронаосі храму Хнума. Саме тут, у великій передній залі храму Хнума, Серж Сонерон зробив надзвичайно важливий внесок у розуміння фараонства римських імператорів. Його заслугою є те, що, крім птолемеївських написів, він зафіксував також написи римських імператорів, розміщені вгорі на стелі, вздовж архітрава та зовні в жолобках фронтону. Вони датуються періодом від імператора Клавдія (41–54 рр. н. е.) до Деція (249—251 рр. н. е.).. Після смерті Сонерона в 1976 році роботи над храмом Хнума в Есні були практично припинені і відновлені лише в 2018 році. Тим часом його дружина Надін Сонерон у співпраці з Жаном-Клодом Греньє підготувала до друку бібліографічний довідник про птолемеївські та римські храми Єгипту.
3 червня 1976 року Серж Сонерон та його син Жан-Франсуа загинули в автомобільній аварії на дорозі до Александрії, Єгипет. Його дружина Надін Сонерон, яка довгий час була помітною фігурою у франкомовному культурному житті Єгипту, померла в Парижі 10 квітня 2014 року.

## Публікації
- Les prêtres de l'ancienne Égypte. éd. Seuil. 1957.
- Les songes et leur interprétation. Sources orientales, vol. 2. Paris: Seuil. 1959.
- Les fêtes religieuses d'Esna aux derniers siècles du paganisme, Le Caire, IFAO, 1962
- Quatre campagnes à Esna, Le Caire, IFAO, 1959 à 1969
- Le temple d'Esna, Le Caire, IFAO, 1959 à 2009
- L'écriture figurative dans les textes d'Esna, Le Caire, IFAO, 1982